# Цистоскопія

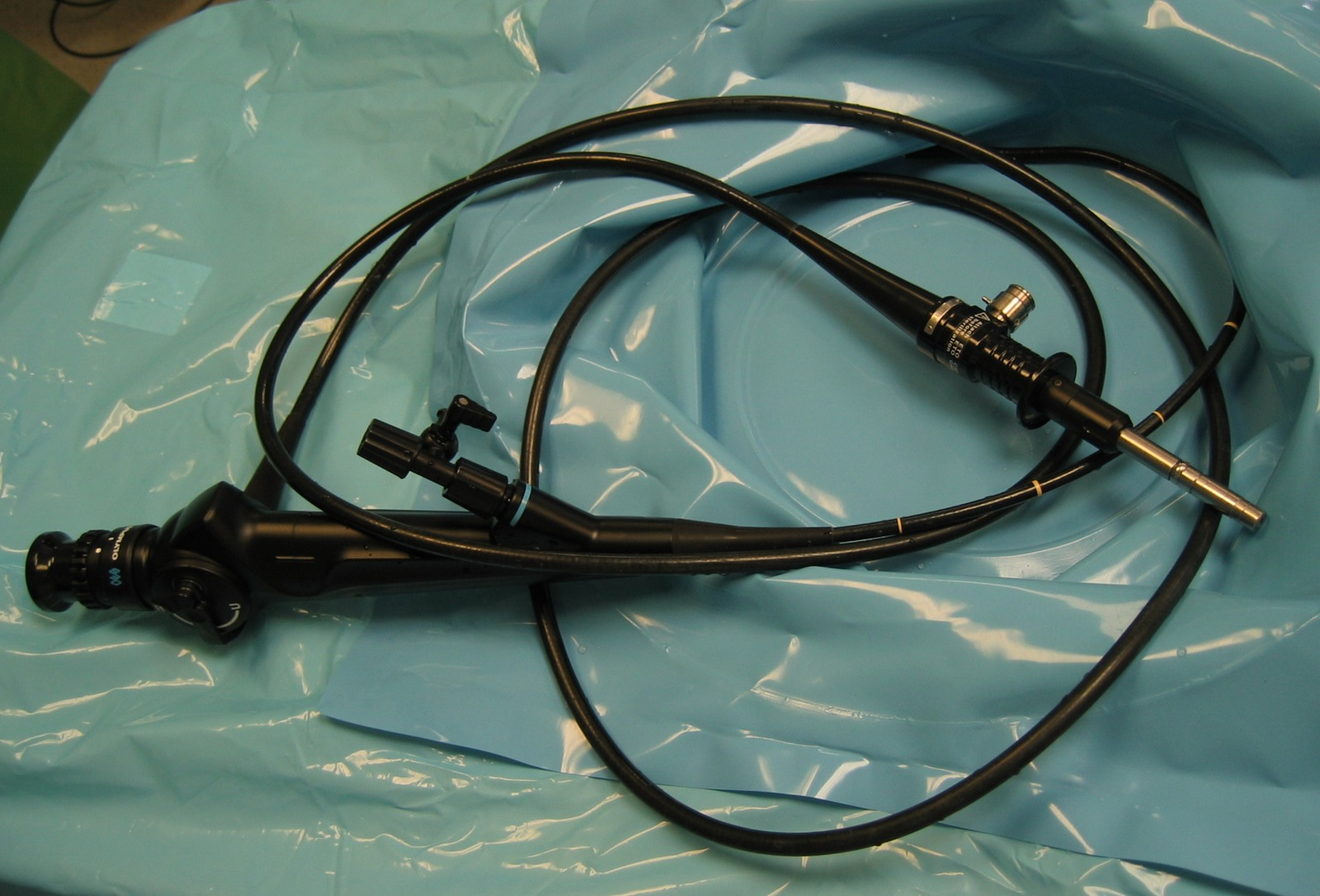
Стерильний гнучкий цистоскоп в операційній.

Цистоскопія (уретро-цистоскопія) (від дав.-гр. kystis — «сечовий міхур») — ендоскопічний метод діагностики, що дає змогу за допомогою спеціального приладу (цистоскопа) оглянути слизові оболонки уретри і сечового міхура, вид (Ендоскопії). Уретро-цистоскопія проводиться за допомогою ендоскопа (катетер з оптичною системою), який вводять крізь сечовипускний канал (сечівник) в порожнину сечового міхура.

## Показання
- Наявність крові в сечі (гематурія). Цистоскопія в даному випадку проводиться для того, щоб точно локалізувати джерело кровотечі — слизова це сечового міхура, уретри або джерело, розташований вище сечового міхура. Тоді будуть призначені ще й додаткові методи дослідження.

- Підозра на чужорідне тіло сечового міхура або уретри. Цей метод є практично єдиним, що дозволяє з точністю візуалізувати предмет, встановити його характеристики і розміри, а також паралельно вирішити питання з його отриманням. При наявності зовсім невеликих чужорідних тіл сечового міхура з гладкими краями і поверхнею їх можна спробувати видалити за допомогою цього ж цистоскопа природним шляхом. Аналогічним же чином проводиться і діагностика каменів в сечовому міхурі і їх видалення, якщо розміри і форма каменів це дозволяють.

- Пошкодження уретри або сечового міхура травматичного характеру також будуть одним з основних показань для проведення цистоскопії. За допомогою візуального огляду можна визначити місце розташування ударів слизової оболонки, її розривів і травми сечового міхура.

- Підозри на онкологічні процеси уретри або сечового міхура є також абсолютними показаннями для проведення цистоскопії. За допомогою даного методу можна візуально визначити пухлина і вирішити питання про її оперативному видаленні.

## Протипоказання
- Гострі запальні процеси сечівника

## Підготування
При цистоскопії відбувається впровадження апарату з оптикою всередину порожнини сечового міхура через уретру, і це може загрожувати занесенням в сечовий міхур флори з геніталій пацієнта. Значить, для проведення цистоскопії необхідна особлива підготовка, так як ймовірність занесення інфекції пропорційна ступеню чистоти геніталій пацієнта, а також залежить від стерильності самого інструментарію. Природно, для проведення процедури всі інструменти ретельно готують і стерилізують, тому важливість правильної підготовки геніталій до цистоскопії стає найбільш важливим питанням. Геніталії необхідно буде ретельно помити з милом і просушити рушником перед самою процедурою. Сечовий міхур повинен бути наповнений, хоча, якщо є проблеми з сечовипусканням і наповненням, допускається проведення і на спорожненму міхурі — доктор сам наповнить міхур особливим розчином. З метою зменшення хворобливості і дискомфорту в сечовипускальний канал під час процедури вводять особливий препарат (катежель), його пацієнтам рекомендують придбати заздалегідь до відвідування лікаря.